# 9563 Kitty
9563 Kitty è un asteroide della fascia principale. Scoperto nel 1987, presenta un'orbita caratterizzata da un semiasse maggiore pari a 2,3586373 UA e da un'eccentricità di 0,2243071, inclinata di 1,56750° rispetto all'eclittica.